# Izquierda regresiva
Izquierda regresiva (del inglés, regressive left) es un neologismo y epíteto político, utilizado como peyorativo para describir a sectores de la izquierda acusados de manifestar puntos de vista reaccionarios y paradójicos por su tolerancia a los principios e ideologías no liberales, en particular a las políticas de identidad (énfasis en las identidades grupales como la raza y el género, en lugar del individuo), y la oposición a la libertad de expresión por el multiculturalismo y el relativismo cultural.
El término ha sido usado por el activista británico anti-islamismo Maajid Nawaz, presentadores de talk show como Bill Maher y Dave Rubin, y por escritores del nuevo ateísmo como Sam Harris y Richard Dawkins.

## Concepto

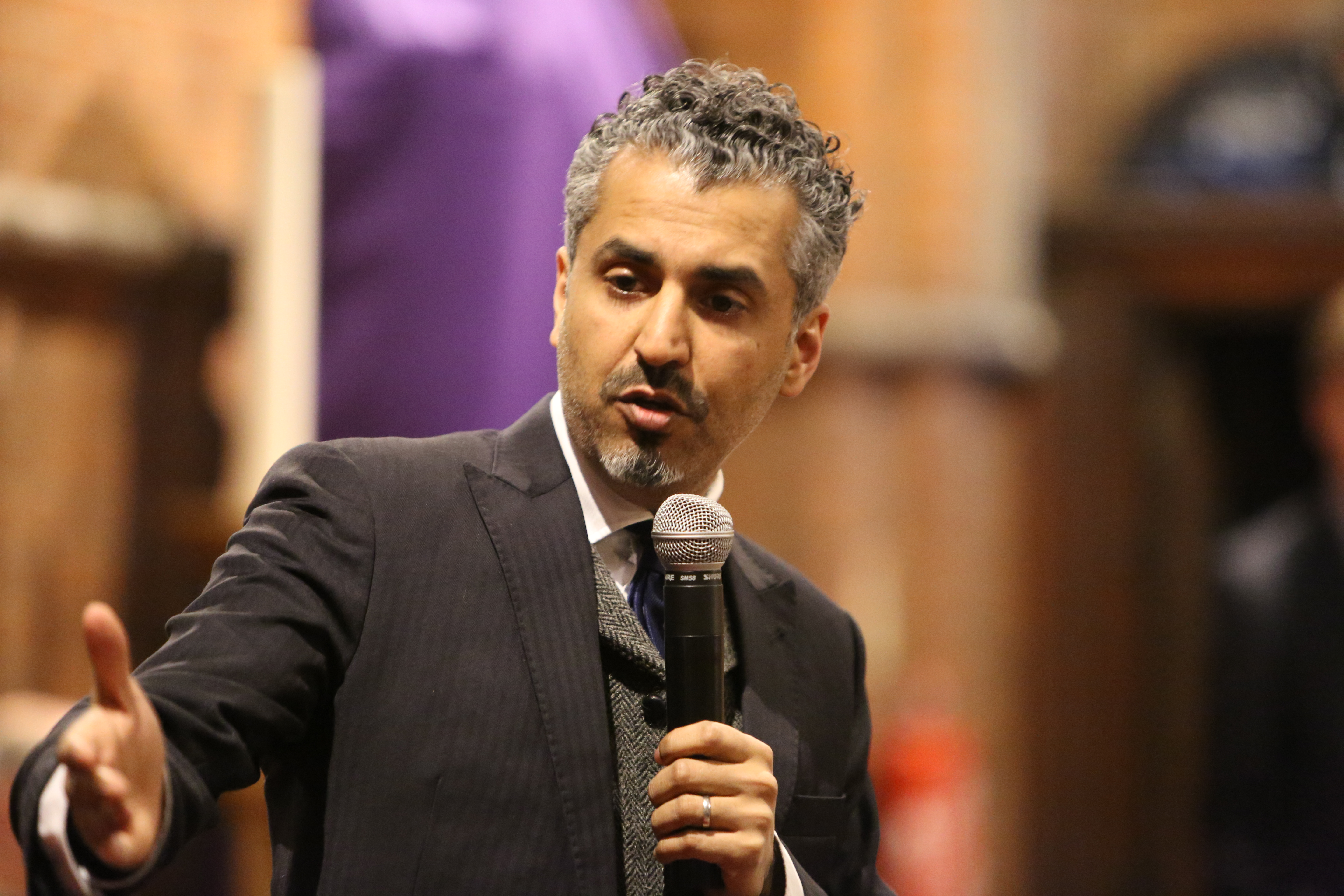
Maajid Nawaz usa la frase en su discurso contra el islamismo, la parte del Islam que aboga por el cumplimiento de la Sharia, el panislamismo y el grupo terrorista Estado Islámico.

En 2007, Maajid Nawaz cortó toda relación con el grupo de islamistas radicales Hizb ut-Tahrir en favor del islamismo secular. Es cofundador y presidente de Quilliam, un think tank anti extremismo con sede en Londres que busca hacer frente a la ideología musulmana. Nawaz ha usado la expresión "izquierda regresiva" para describir a personas con inclinaciones de izquierda que, en su opinión, son indulgentes con el islamismo, al que define como un «proyecto global teo-político y totalitario» con un «deseo de imponer en la sociedad cualquier interpretación dada del Islam como si fuera ley»; y al que se opone argumentando que «cualquier deseo de imponer cualquier versión del Islam sobre cualquiera en cualquier parte es, en todo momento, una violación fundamental de nuestras libertades civiles básicas». De acuerdo a Nawaz, los simpatizantes del islamismo incluyen a «ateos que están del lado de los islamistas, defendiendo al islamismo en nombre de la tolerancia cultural».
El activista británico anti-islamismo Maajid Nawaz usó el término por primera vez en sus memorias Radical: mi travesía fuera del extremismo islamista (2012) para describir a «liberales bien intencionados e izquierdistas manipulados ideológicamente» en el Reino Unido que ingenua e «ignorantemente consintieron» a islamistas y ayudaron a la ideología musulmana a ganar aceptación. En una presentación de 2015 en el foro de internet Big Think, Nawaz desarrolló la definición del término diciendo que describía «a un sector de la izquierda» que tiene «una inherente vacilación a enfrentar parte de la intolerancia que ocurre en comunidades minoritarias [...] por el bien de lo políticamente correcto, por la virtud de tolerar lo que creen son otras culturas y respetar los diferentes estilos de vida».
En una entrevista de octubre de 2015 para el programa político de Dave Rubin, Nawaz elucidó sobre su elección de la palabra "regresiva". Él supone que una sección de las personas de izquierda "genuinamente creen" que están luchando una "guerra ideológica" contra los neoconservadores y las políticas neocolonialistas extrajeras de los gobiernos accidentales que promueven violencia y caos organizado a nivel de Estado en forma de guerras e invasiones militares, pero que en contraste, evaden su deber de denunciar los actos violentos de los extremistas teocráticos, tales como los islamistas, a veces yendo tan lejos como para "hacer alianzas" con algunos de los más reaccionarios, teocráticos y asesinos regímenes y organizaciones. Citó a Jeremy Corbyn, líder del británico Partido Laborista, como un ejemplo de alguien "que ha estado históricamente bien cerca" de partidarios de organizaciones islamistas como Hamás y Hezbolá. Para Nawaz, es posible denunciar tanto políticas conservadoras como la guerra de Irak (a la que se opuso), como a los extremistas teocráticos, pero aquellos a quienes él define como "liberales regresivos" fallan en hacerlo.
De acuerdo a Nawaz, la noción de que los musulmanes no pueden lidiar con la crítica o las burlas al islam sin reaccionar violentamente, es una "sobreprotección condescendiente inspirada en la autocompasión" de los mismos musulmanes a los que clama servir y emancipar, porque no espera de ellos que puedan actuar cívicamente y controlar su rabia. "Este racismo de las bajas expectativas disminuye los estándares morales para los grupos minoritarios, buscando excusas si expresan misoginia, homofobia, intolerancia o antisemitismo. Haras Rafiq, el director de Quilliam, expresó que hay una tendencia de algunos izquierdistas de excusar a los islamistas.

## Uso del término
En 2006, seis años antes de que Nawaz usara "izquierda regresiva" para referirse al multiculturalismo, el autor del Nuevo Ateísmo Sam Harris usó la frase "liberales con la cabeza en la arena" en una artículo de Los Angeles Times para describir a los liberales que «a pesar de la abundante evidencia en contra», viven en negación y «continúan imaginando que los terroristas musulmanes surgen de las diferencias económicas, la falta de educación y el militarismo estadounidense». Para ser generalmente razonables y tolerantes con la diversidad, opina Harris, los liberales deberían ser "especialmente sensibles al literalismo religioso, pero no lo son".
En 2013, la campaña Una Ley para Todos emitió un informe llamado Junto al opresor: La izquierda pro-islamista. James Bloodworth dijo en una op-ed para The Independent que el informe expresaba preocupación en "trabajar entusiastamente con aquellos que apoyan el asesinato de homosexuales" y también con "fascistas religiosos". Califica de "desastrosa ironía" que la izquierda pro-islamista haya terminado en el mismo lugar que los de extrema derecha, con organizaciones que defienden a los islamistas confundiéndolos como si fueran sinónimo de "musulmanes". Bloodworth concluye que el sesgo de confirmación político es el responsable, manejado por un "patológico anti-americanismo que es bien atractivo para cierto tipo de progresista degenerado."
En septiembre de 2015, Sam Harris y Maajid Nawaz participaron en un foro público del Instituto de Política de la Universidad de Harvard, recogido en el libro Islam y el futuro de la tolerancia (2015). El escritor político Brian Stewart dijo que según Nawaz y Harris los izquierdistas regresivos de Occidente son "obstinadamente ciegos" al hecho de que los yihadistas e islamistas son un grupo significativo (20% según las estimaciones de Harris) dentro de los musulmanes del mundo, incluyendo las pequeñas comunidades musulmanas de occidente, incluso a pesar de que estas facciones rechazan los valores liberales como la autonomía individual, la libertad de expresión, la democracia, la igualdad de derechos, etc. Para Nawaz y Harris hay una actitud paradójica y censurante hacia las críticas contra este hecho, una actitud que traiciona los valores liberales y deja desprotegidos a los liberales más vulnerables que viven en comunidades musulmanas, como son las mujeres, los homosexuales y lo apóstatas.
Para el comediante y presentador estadounidense Bill Maher y el biólogo británico Richard Dawkins, los liberales regresivos son cualquier "cosa menos liberales cuando se trata del islam". Hay una voluntad de criticar cualquier cosa menos el islam, dice Maher, con la excusa de que es "parte de su cultura". Dawkins se refirió además a las iniciativas estudiantiles de desinvitar a conferencistas exmusulmanes a los campus como una "traición a los movimientos por la libertad de expresión de la década de los 60."
En octubre y noviembre de 2015, Sam Harris usó el término frecuentemente en los medios, afirmando que los liberales regresivos están dispuestos a sacrificar la libertad de expresión en favor de la censura, por miedo a ofender a las minorías, y puso como ejemplo los comentarios del periodista Glenn Greenwald sobre el atentado a Charlie Hebdo. También considera como liberales regresivos a Reza Aslan y Noam Chomsky.
En noviembre de 2015, el escritor y filósofo Peter Boghossian definió el término como un peyorativo usado para describir a aquellos izquierdistas que se han vuelto hipermoralistas y se han hecho los «más extraños compadres» de los islamistas. Él cree que los errores de antaño como la esclavitud en los Estados Unidos y el colonialismo han creado desconfianza hacia todo lo que sea occidental y capitalista. También dice que «hay personas que sufren legítimo racismo, homofobia, etc. El problema es que cada vez que la palabra racista es lanzada así simplemente pierde su significado. Y debería ser bien punzante. Debería ser una palabra horrible».
En diciembre de 2015, el investigador de relaciones internacionales Elliot McArdle escribió para la revista británica Spiked que algunos supuestos liberales/izquierdistas tratan a los musulmanes liberales como Nawaz y a los exmusulmanes como Namazie como "informantes nativos", "traidores" o "falsos musulmanes", porque sus críticas al islamismo no encajan en su narrativa de los musulmanes como un grupo homogéneo y oprimido.
A finales de 2015, el presentador Dave Rubin habló sobre los liberales regresivos en varios segmentos de su programa The Rubin Report en YouTube, donde los describe como la versión izquierdista del Tea Party Movement, diciendo que dañan al Partido Demócrata de EE. UU. de la misma manera en que el Tea Party daña al Partido Republicano.
El comentarista político David Pakman también apoyó el concepto en su programa The David Pakman Show, donde dijo que «hay liberales que usan el relativismo cultural y el disgusto por las políticas extranjeras de Estados Unidos como una excusa para defender o minimizar la violencia y la injusticia a la que en otras circunstancias se opondrían». Se excluyó de esta categorización señalando que hay conservadores que lo tergiversan para insultar a todos los liberales, y que los liberales regresivos auténticos usan el autoritarismo para forzar el progresismo.
En 2016, escritoras para los medios en español El País y Actuall.com hablaron de los liberales regresivos, definiéndolos como partidarios del islamismo, antiamericanos y con dobles estándares.

## Críticas
En noviembre de 2015, el psiquiatra Khwaja Khusro Tariq del The Huffington Post clasificó el término como un ataque ad hominem sin fundamento, afirmando que las más duras críticas al islam provienen de medios de comunicación tanto conservadores como liberales en Estados Unidos. También dijo que Glenn Greenwald y Noam Chomsky, acusados de ser liberales regresivos, nunca han justificado la violencia u opinado sobre las doctrinas del Islam, y que no existe una genuina inhibición para hablar contra la religión.
En marzo de 2016, el reportero de BuzzFeed sobre cultura del internet, Joseph Burnstein, escribió que, de acuerdo a tendencias de búsqueda de Google, el interés por el término se disparó a finales de 2015. Notó que, en lugar de criticar que la "tolerancia cultural ha ido demasiado lejos", la frase simplemente "se volvió un elemento multiuso para cualquier aspecto de la cultura dominante en los nuevos medios que a los anti-SJW de internet no les guste". También sugiere que aunque la expresión tenga su origen en comentaristas autodenominados liberales —como Nawaz, Maher y Dawkins—, es actualmente bastante usada por partidarios de la derecha alternativa en foros de internet y redes sociales como parte de su armamento retórico.